# Opinieleider
Een opinieleider of opiniemaker is iemand die de maatschappelijke meningsvorming beïnvloedt. Dit doen opinieleiders door via de massamedia hun meningen te verspreiden en/of het debat aan te wakkeren over actuele zaken.

## Geschiedenis van de term
De term opinieleider is bedacht door Paul Lazarsfeld en Elihu Katz. Het is een concept uit de Two-Step Flowtheorie, gebaseerd op een studie in de Verenigde Staten betreffende de presidentsverkiezingen van 1940. De inhoud van de term is doorheen de geschiedenis veranderd. Eerst dacht men dat een opinieleider te herkennen was aan veelvuldig mediumgebruik; hij zou ook een hoge sociale positie hebben en van daaruit informatie doorspelen naar de lagere sociale klasse. Later is dit beeld genuanceerd, toen bleek dat er eerder sprake was van een horizontale informatiestroom. Mensen hebben immers vaak contact met anderen die een gelijkaardige sociale positie bekleden, en delen ook vaak de belangstelling voor bepaalde onderwerpen. Het is dus niet zo dat het publiek opgesplitst kan worden in opinieleiders en opinievolgers. Iedereen kan in principe op een bepaald moment als opinieleider fungeren: de ene kan bijvoorbeeld opinieleider zijn als het om politiek gaat, de ander als het om filosofie gaat.
Een bekende opiniemaker in de 21e eeuw is Thomas Friedman, columnist van The New York Times. Bekende Nederlandse opiniemakers waren bijvoorbeeld Theo van Gogh en Piet Grijs en bekende Belgische opiniemakers Louis Darms en Etienne Vermeersch.
- Gemeinsame Normdatei: 4169346-2